# 서바이버 (2008년 드라마)
《서바이버》(영어: Survivors)는 2008년부터 2010년까지 방영된 드라마이다.